# Young (Arizona)
Pour les articles homonymes, voir Young.
Young est une census-designated place du comté de Gila, dans l'État de l'Arizona, aux États-Unis. En 2020, elle compte une population de 588 habitants.